# Cryptocarya yaanica
Cryptocarya yaanica N.Chao – gatunek rośliny z rodziny wawrzynowatych (Lauraceae Juss.). Występuje naturalnie w południowych Chinach – w zachodniej części Syczuanu. 

## Morfologia
PokrójZimozielone drzewo dorastające do 8 m wysokości. Gałęzie są mniej lub bardziej owłosione.
LiścieNaprzemianległe. Mają kształt od podłużnie eliptycznego do podłużnie lancetowatego. Mierzą 5–10 cm długości oraz 2–4,5 cm szerokości. Są skórzaste, od spodu mają zielonoszarawą barwę. Nasada liścia jest klinowa. Blaszka liściowa jest o długo spiczastym wierzchołku. Ogonek liściowy jest nagi i dorasta do 5–10 mm długości.
KwiatySą zebrane w wiechy lub grona, o owłosionych osiach, rozwijają się w kątach pędów. Kwiatostan osiąga 4 cm długości, natomiast pojedyncze kwiaty mierzą 5 mm średnicy. Listki okwiatu są owłosione i mają zielonkawą barwę. Mają 9 pręcików i 3 prątniczki o strzałkowatym kształcie.